# Hermann Blumenthal
Hermann Blumenthal (31 de dezembro de 1905 - 17 de agosto de 1942) foi um escultor alemão.